# Lindolfo Weingärtner
Lindolfo Weingärtner (* 27. August 1923 in Santa Isabel, Santa Catarina, Brasilien; † 20. März 2018 in Brusque, Brasilien) war ein deutsch-brasilianischer evangelisch-lutherischer Pfarrer, Professor für Praktische Theologie, Schriftsteller und Dichter.

## Leben
Lindolfo Weingärtner war ein Nachkomme deutscher Einwanderer, die in der ersten Hälfte des 19. Jahrhunderts aus dem Moseltal und der Pfalz gekommen waren und im Süden Brasiliens eine neue Heimat gefunden hatten. Er studierte bis 1942 an der Hochschule in São Leopoldo evangelische Theologie. Wegen des Zweiten Weltkriegs wurde der Unterricht eingestellt und die Schule geschlossen, und er wirkte in Kirchgemeinden als junger Theologe. 1946 konnte er sein Studium fortsetzen und es 1948 abschließen. Von 1948 bis 1950 war er Gemeindepfarrer in Timbó und Ituporanga. Von 1950 bis 1953 war er Direktor der Evangelischen Schule in Panambi, danach ging er als Pfarrer nach Itoupava und Brusque in der Provinz Santa Catarina.
1960 wurde Weingärtner auf den Lehrstuhl für Praktische Theologie der Hochschule der Evangelisch-lutherischen Kirche Brasiliens (Igreja Evangélica de Confissão Luterana no Brasil – IECLB) in São Leopoldo berufen. Dort war er der erste Professor, der in Portugiesisch, in der Landessprache, lehrte. Er arbeitete auch beim neuen kirchlichen Gesangbuch der evangelischen Kirche Brasiliens (IECLB) mit, das 1964 erschien. 27 Hymnen und Lieder darin stammen aus seiner Feder; in späteren Ausgaben kamen seine Übersetzungen von Kirchenliedern anderer Sprachen hinzu. Weingärtner wurde während seiner Zeit als theologischer Lehrer an der Universität in Erlangen promoviert; seine Doktorarbeit trug den Titel Umbanda. Synkretistische Kulte in Brasilien – eine Herausforderung für die christliche Kirche und wurde 1969 veröffentlicht.
Von 1972 bis 1975 war er erneut als Pfarrer in der Gemeinde Frieden in Joinville tätig. 1976 schied er aus gesundheitlichen Gründen aus dem Pfarrdienst aus und widmete sich wieder vermehrt literarischen und kirchenmusikalischen Tätigkeiten.
Er war verheiratet mit Margaret Elizabeth Hatzky, die bereits 1989 starb. Sie hatten zusammen zwei Töchter und zwei Söhne. In zweiter Ehe war er mit Erna Jönk verheiratet; sie wohnten in der Nähe der Stadt Brusque.

## Werke
Weingärtner schrieb vorwiegend in der portugiesischen Landessprache Brasiliens Romane, Erzählungen, Gedichte, Predigten und theologische und seelsorgerliche Lehrbücher. Nur seine Doktorarbeit und die unter dem Titel „Das Lied der Amsel“ gesammelten Erzählungen sind in Deutsch verfasst. Einige portugiesische Werke wurden ins Deutsche übersetzt und haben Beachtung gefunden.
- Umbanda. Synkretistische Kulte in Brasilien – eine Herausforderung für die christliche Kirche (= Erlanger Taschenbücher, Bd. 8). Verlag der Evangelisch-Lutherischen Mission, Erlangen 1969.
- Netz der Hoffnung. Geistliche Gedichte und Betrachtungen aus Brasilien, nachzudenken und mitzubeten. (= Erlanger Taschenbücher, Bd. 55). Verlag der Evangelisch-Lutherischen Mission, Erlangen 1980, ISBN 3-87214-123-6.
- Einer soll heute dein Nächster sein (= Reihe ABC-Team). Schriftenmissions-Verlag, Neukirchen-Vluyn 1986, ISBN 3-7958-2531-8; zugleich in der Reihe Erlanger Taschenbücher, Bd. 78. Verlag der Evangelisch-Lutherischen Mission, Erlangen 1986, ISBN 3-87214-178-3.
- Wer gesehen hat, muss schreien. Neue Betrachtungen und Gedichte aus Brasilien. Schriftenmissions-Verlag, Neukirchen-Vluyn 1990, ISBN 3-7958-1503-7.
- In Gott kommt unsre Zeit zum Ziel. Gedanken – Gedichte – Gebete. Erlanger Verlag für Mission und Ökumene, Erlangen 1997, ISBN 978-3-87214-517-8.
- Das Lied der Amsel und andere Erzählungen. Brunnen, Gießen 2002, ISBN 978-3-76551-700-6.[5]
- Kein Wort reimt sich auf Mensch. 40 geistliche Sonette für unsere Zeit. Erlanger Verlag für Mission und Ökumene, Erlangen 2004, ISBN 978-3-87214-611-3.

Das brasilianische Portal Luteranos bietet eine Übersicht über seine Lieder- und Hymnendichtung (mit Textbeispielen).